# ハヨーシュ・アルフレード
ハヨーシュ・アルフレード（Hajós Alfréd、1878年2月1日 - 1955年11月12日）は、ハンガリーの競泳選手で建築家。第1回近代オリンピック・アテネ大会の競泳種目の金メダリストであり、ハンガリー史上最初のオリンピック金メダリストである。また1924年のパリオリンピックの芸術競技の建築部門では銀メダル（金メダルは該当者なし）を獲得している。単独の大会の全種目に占めるメダル獲得数の割合では彼を超える競泳選手はいない。

## 人物
ハヨシュはハンガリー王国・ブダペストのユダヤ人の家庭に「アルノルト・グットマン（Arnold Guttmann）」という名前でうまれた。父がドナウ川で溺死し、泳ぎが上手にならないといけないと痛感したのは13歳のときである。彼は競技者としてのキャリアを始めるあたり、「ハヨーシュ」というハンガリー名（「ハヨーシュ」はハンガリー語で「船乗り」を意味する）を名乗った。

### 第1回アテネオリンピック
1896年、アテネオリンピックが開催されたとき、ハヨーシュはブダペスト科学技術経済大学の建築学の学生であった。彼は競技の参加を許可されたが、大学からの休学の許可を得るのは難しかった。彼が工科大学の学部長の下に戻った時、学部長はハヨーシュのオリンピックでの快挙を祝福しなかった。その代りに「私は、あなたのメダルに何の関心もありませんが、次の試験についての返答を聞きたい」と言った。
1896年のアテネオリンピックでは水泳種目は4月11日にアテネの外港都市ピレウスのゼーア湾で開催された。18歳のハヨーシュは非常に冷たい天候（水温摂氏12度）と4mの波が砕ける中で2つの金メダルを獲得した。100m自由形でのタイムは1分22秒2で1200m自由形では18分22秒1の記録である。ハヨーシュは3種目すべてを制覇したかったが、500m自由形は100m自由形の直後、1200m自由形の直前であった。1200m自由形の前に彼は体に1センチほどの厚さに油を体に塗ったが、これが寒さ対策には全くならなかったことが証明された。彼はレースの勝利の後に以下のように告白している。「私の生きる意志が勝利への欲求を完全に克服した」と。オリンピックの勝利者を讃える晩餐会の席上で、ギリシャ王国のコンスタンティノス王太子はハヨーシュに「どこでその素晴らしい泳ぎを学んだのか」と問うと、ハヨーシュは「水の中でございます」と答えた。翌朝アテネの雑誌「アクロポリス」は彼を「ハンガリーのイルカ」のサブタイトルで取り上げた。彼は第1回アテネ五輪では最年少の優勝者である。1895年と翌1896年、オリンピック以前に彼は100m自由形でヨーロッパチャンピオンであった。

### 陸上競技、サッカーハンガリー代表
多彩な競技者であるハヨーシュは、1898年のハンガリーの100m競争選手権でも優勝した。400mハードルと円盤投のタイトルと同様にである。また1901年と1902年にサッカーハンガリー代表の一員としてプレーし、1902年10月12日にウィーンでサッカーオーストリア代表との最初の国際試合をプレーしている。1897年から1904年の間サッカーの審判を務め、1906年にはサッカーハンガリー代表のコーチを務めた。

### 建築家として、1924年パリ五輪
ブダペスト科学技術経済大学卒業後、ハヨーシュはw:Ignác Alpárの事務所で働き、のちにレヒネル・エデンと働くようになる。1924年、ハヨーシュは、スポーツ施設専門の建築家として、1924年のオリンピックの芸術競技（コンペ）に参加した。ラウベル・デジェー （1908年ロンドン大会にテニスで参加している）とともに考案したスタジアムのプランは銀メダルを獲得した。なお金メダルは「該当者なし」と審判されたため優勝である。ハヨーシュがデザインしたスポーツ施設で最も知られているのは、ブダペストにあるドナウ川の中州マルギット島に建設された水泳競技場である。この競技場は1930年に建てられ、1958年、2006年のヨーロッパ水泳選手権で、また2006年のFINA水球ワールドカップで使用された。そして現在ではこの競技場は彼を顕彰し「ハヨーシュ・アルフレード水泳競技場(Hajós Alfréd Nemzeti Sportuszoda)」と呼ばれている。
1953年、国際オリンピック委員会は彼にOlympic diploma of meritを授与した。1966年に国際水泳殿堂入り。1981年には国際ユダヤ人スポーツの殿堂入りを果たした。
彼の弟ハヨーシュ・ヘンリクは1906年の夏季五輪で4x250m自由形で金メダルを獲得した。

## ハヨーシュによる建築物
ハヨーシュの当初のデザインはアールヌーヴォーと折衷様式であったがのちにモダニズムに変わり、イタリア様式の影響を受けた。
- アラニビカ館, w:Debrecen
- Lőcsey High School, Locse, (Levoča, 1913年)
- Protestant Church Centre, ブダペスト
- ウーイペシュトFC のUTEスタジアム, w:Újpest, Megyeri ut (1922年)
- Swimming Stadium, Budapest, Margitsziget (今日では彼の名が冠せられている。)
- w:Millenáris Sportpálya, ブダペスト XIV
- スポーツグラウンド、w:Miskolc
- スポーツグラウンド、w:Pápa
- スポーツグラウンド、w:Szeged
- スポーツグラウンド、w:Kaposvár
- スポーツグラウンド、w:Pozsony
- w:Népkert Vigadó, Miskolc, w:Népkert
- Swimbath, Szeged (Ligetfürdő, 1930年)

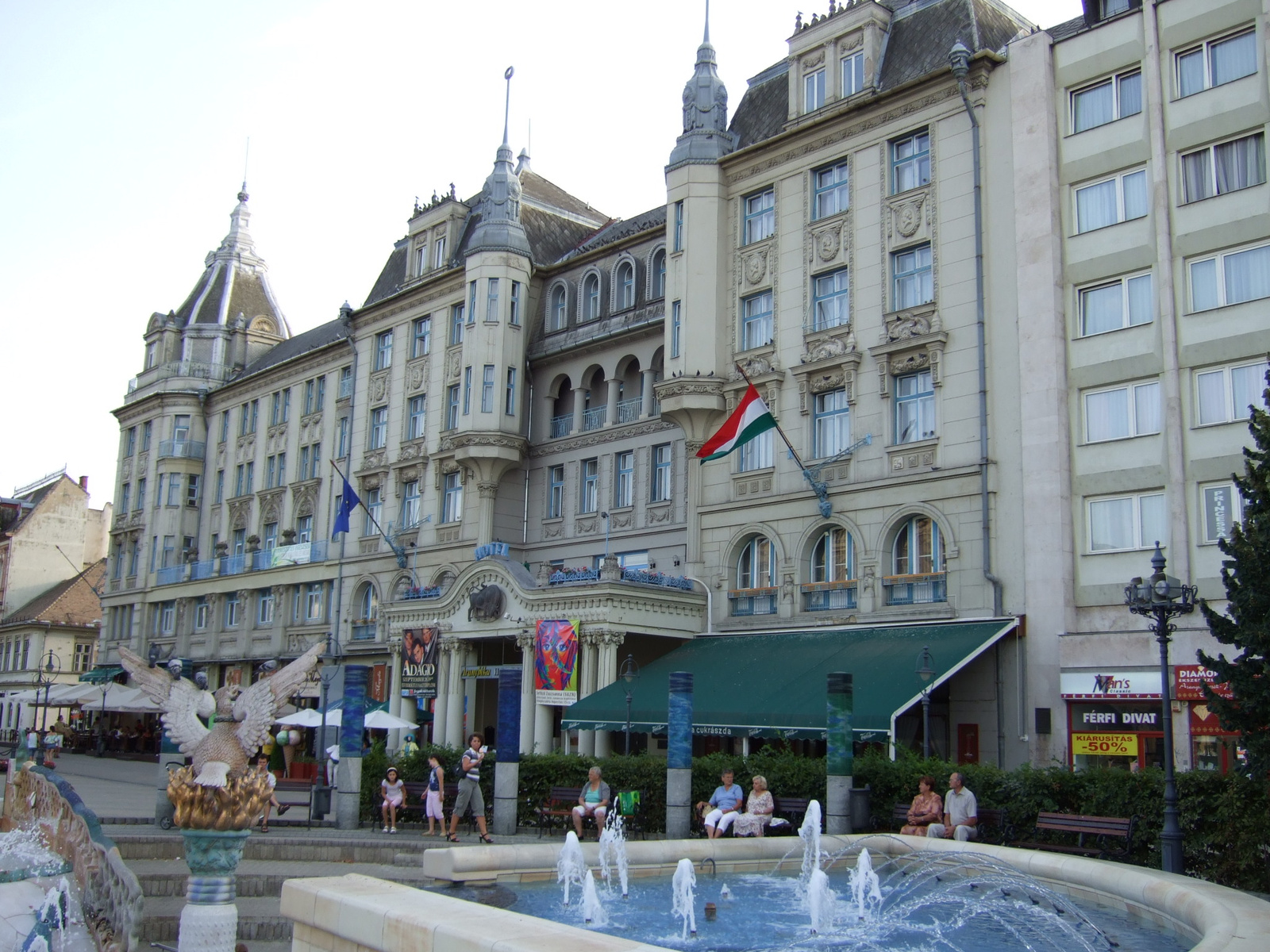
アラニビカ館, w:Debrecen
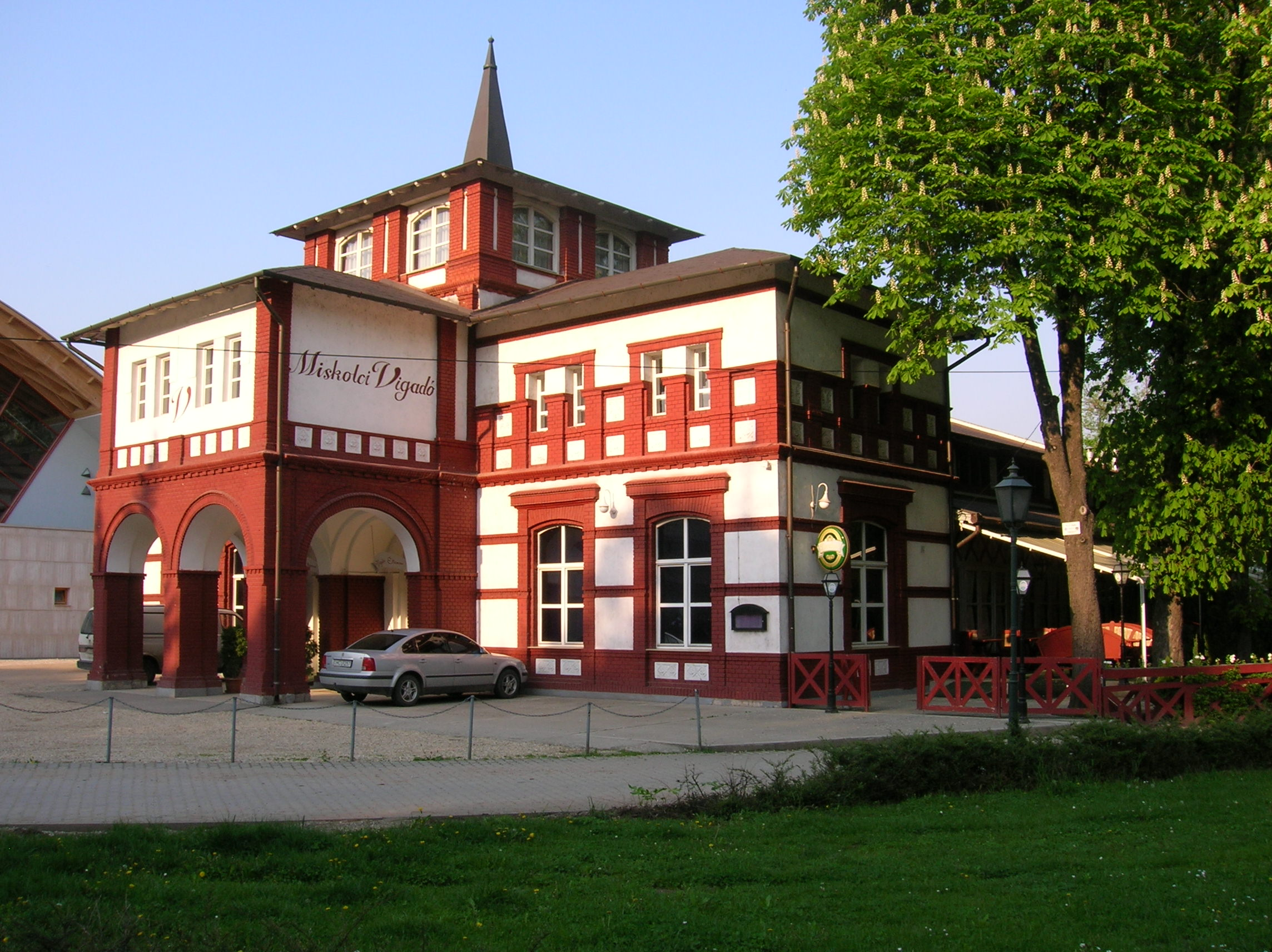
w:Népkert Vigadó
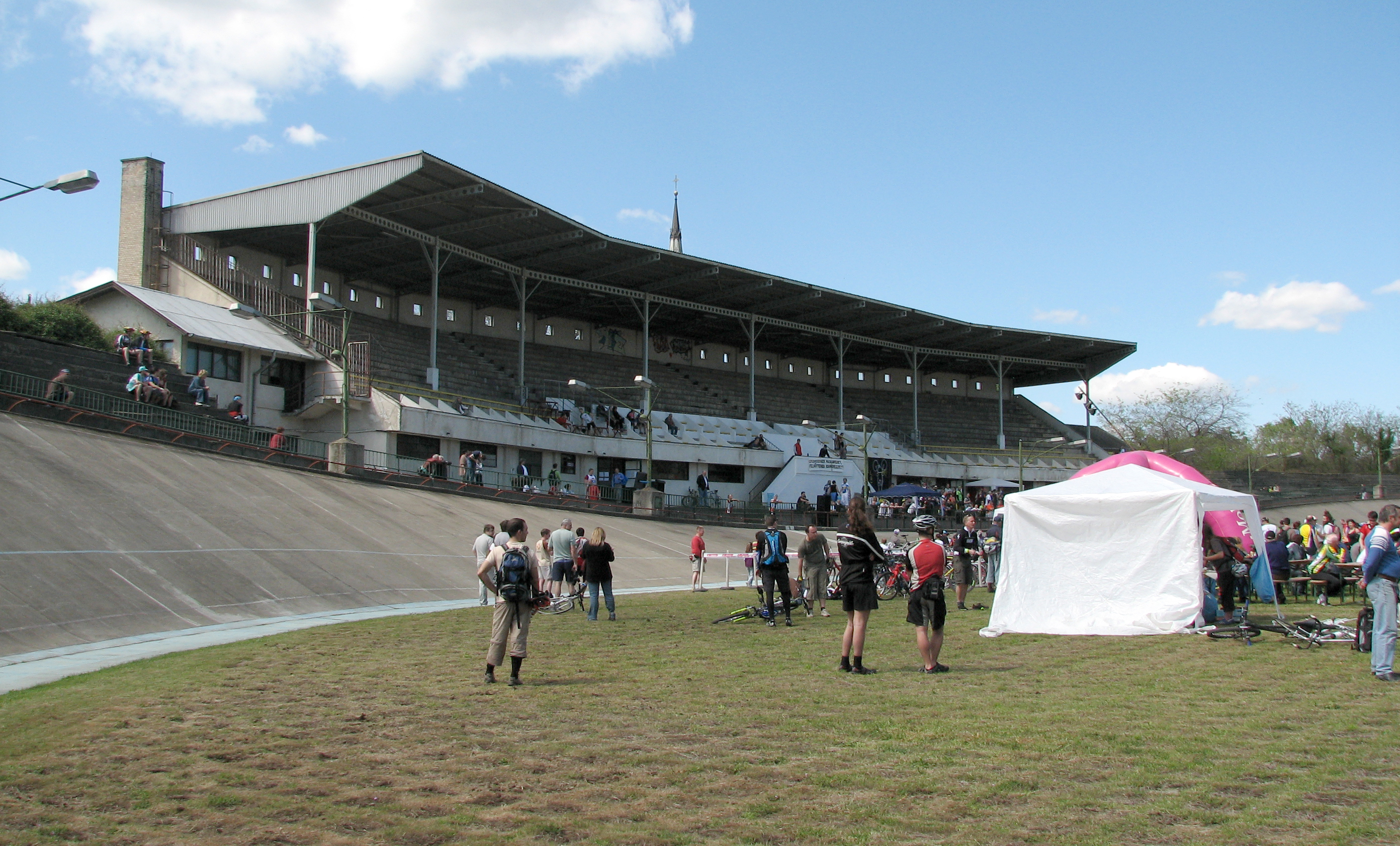
w:Millenáris Sportpálya, ブダペスト XIV
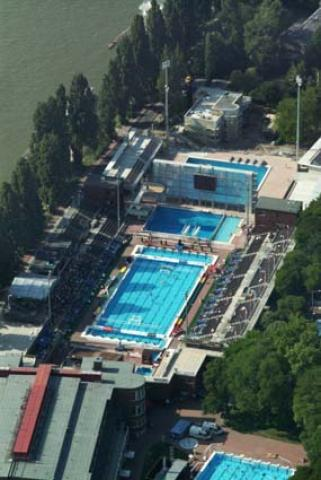
ハヨシュ・アルフレッド水泳競技場。建設プランはハヨシュ・アルフレッド本人によるものでのちに彼を讃え名が冠せられた。

## 参照
1. ↑  “アーカイブされたコピー”. 2011年7月21日時点のオリジナルよりアーカイブ。2010年3月10日閲覧。
2. ↑  “Alfréd Hajós”.   www.eu-football.info. 2011年3月17日閲覧。